# Інститут публічного управління та кадрової політики Національної академії керівних кадрів культури і мистецтв
Національна академія керівних кадрів культури і мистецтв — вищий навчальний заклад в Києві, який надає якісну вищу освіту, перепідготовку і підвищення кваліфікації в галузі культури і мистецтв. Академію очолює Чернець Василь Гнатович, доктор філософії (ЮНЕСКО, 1993 р.), професор (1992 р.), заслужений працівник освіти України (2001 р.), член колегії Міністерства культури і туризму України, лауреат Державної премії України в галузі науки і техніки (2005 р.), дійсний член УАН, академік АН Вищої школи України, член Спілки журналістів України.

## Створення НАКККіМ

Директор інституту: кандидат педагогічних наук, доцент Шевченко Ірина Олександрівна

Національна академія керівних кадрів культури і мистецтв

Національна академія керівних кадрів культури і мистецтв була створена у 1998 році на базі Інституту підвищення кваліфікації працівників культури, заснованого у 1970 році як навчальний заклад, що забезпечував освітні потреби працівників галузі. Створення Академії було обумовлене необхідністю формування моделі безперервної освіти у сфері культури і мистецтв в Україні.
Сьогодні Державна академія керівних кадрів культури і мистецтв займає одне з провідних місць серед навчальних закладів, які беруть активну участь у процесі національно-культурного відродження української держави. Академія має сучасну матеріально-технічну базу, високий професійний рівень професорсько-викладацького складу дає підстави бути всеукраїнським навчальним та навчально-методичним центром підготовки, перепідготовки та підвищення кваліфікації спеціалістів в галузі культури і мистецтв.

## Інститут публічного управління та кадрової політики
Організація процесу підвищення кваліфікації в Академії здійснюється Інститутом публічного управління та кадрової політики (до 30.09.2015 р. — Інститут післядипломної освіти НАКККіМ) на підставі державного замовлення та фінансується з Державного бюджету України безпосередньо Міністерством культури України за КПКВ 1801070.
Впродовж усіх років свого існування Інститут забезпечував підвищення кваліфікації працівників усіх закладів культури України — театрів, філармоній, бібліотек, музеїв, будинків культури, музичних шкіл, кіномереж. За майже 40-річну історію свого існування Інститут став знаним і авторитетним галузевим навчальним закладом, де підвищили кваліфікацію десятки тисяч працівників культури і успішно впроваджують набуті знання у практику своєї роботи.
Сьогодні Інститут, маючи ліцензійне право на підвищення кваліфікації державних службовців V—VII категорій посад; керівників державних підприємств, установ і організацій та керівників і спеціалістів культурно-мистецької сфери, здійснює також науково-методичне забезпечення системи післядипломної освіти фахівців галузі культури та мистецтва; науково-дослідну роботу з проблем розвитку галузі та післядипломної освіти; культурно-освітню та просвітницьку діяльність. Плануючи свою роботу на кожен календарний рік, Інститут враховує потреби галузі культури і мистецтва України, передбачає для вивчення найактуальніші проблеми, вирішення яких сприятиме розвитку сфери культури.
Щорічно в Інституті підвищують кваліфікацію близько 4000 керівних кадрів і спеціалістів установ, підприємств і організацій галузі культури державної і комунальної форм власності, про що отримують свідоцтва про підвищення кваліфікації установленого державного зразка.

## Процес роботи Інституту

Митці за роботою

До навчального процесу Інституту, наукової і методичної роботи залучаються професори, доценти та викладачі усіх кафедр Академії, а також провідні науковці, діячі культури і мистецтв України, відповідальні працівники Міністерств культури і туризму України. На заняттях піднімаються і вирішується питання різного рівня складності — від формування і реалізації державної культурної політики до відпрацювання конкретних культурно-мистецьких технологій. Під час лекційних і практичних занять, круглих столів і дискусій, виробничих і інноваційних ігор, відеотренінгів, учасники навчання набувають унікальних знань, практичних навичок, переймають найкращий досвід своїх колег.
Особливу значущість у навчальному процесі мають виїзні заняття на базах практики, яких Інститут має більше 120. Серед них — Національний заслужений академічний ансамбль танцю ім. П. Вірського, Національний академічний народний хор імені Г. Верьовки, Національний оркестр народних інструментів України, Національна музична академія ім. П. І. Чайковського, Київське вище музичне училище ім. Р. Глієра, Національний музей історії України, Національна парламентська бібліотека України, Французький культурний центр, Центр інформаційних ресурсів Посольства США в Україні, Гете — Інститут в Києві та інші.
Розвиваючи напрями міжнародної співпраці, Інститут активно впроваджує нові форми навчання, серед яких — міжнародні науково-освітні професійні програми, що передбачають виїзд на навчання до знаних у світі культурних і мистецьких закладів різних країн, а також запрошення закордонних тренерів для проведення спеціальних семінарів з слухачами Інституту.
Інститут постійно перебуває у процесі вдосконалення своєї роботи, прагне залишатися на вістрі вітчизняної культури і освіти, започатковує сучасні форми організації навчального процесу. Ірина Шевченко, к.п.н., директор Інституту.